# Oostelijke vuurlibel
De oostelijke vuurlibel (Crocothemis servilia) is een libellensoort uit de familie van de korenbouten (Libellulidae), onderorde echte libellen (Anisoptera).
De soort staat op de Rode Lijst van de IUCN als niet bedreigd, beoordelingsjaar 2009.
De wetenschappelijke naam Crocothemis servilia is voor het eerst geldig gepubliceerd in 1773 door Drury.